# Leigh McCloskey
Leigh Joseph McCloskey (Los Angeles, 21 giugno 1955) è un attore e scrittore statunitense.

## Biografia
È conosciuto per aver interpretato Mitch Cooper nella soap opera della CBS, Dallas. 
McCloskey ha recitato in numerose altre soap opera, tra le quali Santa Barbara (dove ha impersonato due diversi personaggi, entrambi cattivi), General Hospital, Febbre d'amore e Una vita da vivere.
Nel 1980 è stato scelto da Dario Argento per il ruolo da protagonista in Inferno. In precedenza era apparso nei film I misteri delle Bermude (1978) e L'altro volto dell'alba (1977). Tra le sue interpretazioni cinematografiche vi sono inoltre I Paladini: Storia d'armi e d'amori (dove ha svolto il ruolo del paladino Rinaldo), Un ragazzo come gli altri (1985), Una fortuna da morire (1988).
Ha partecipato alla miniserie Il ricco e il povero (1976), e alle serie Star Trek: Voyager e Star Trek: Deep Space Nine, nel ruolo di Joran Dax.
È anche pittore e inoltre ha pubblicato alcuni libri incentrati sui tarocchi e sull'esoterismo: Tarot ReVisioned , Codex Tor I & II , Adam Reborn & Eve Restored, In the Splendor.

## Vita privata
Dal 1978 è sposato con Carla Reinke, con la quale ha due figlie: Caytlyn Alexandra (nata nel 1982) e Brighton Aubreigh (nata nel 1987).

## Filmografia parziale

### Cinema
- Inferno, regia di Dario Argento (1980)
- I Paladini: Storia d'armi e d'amori, regia di Giacomo Battiato (1983)
- Dal college con furore (Fraternity Vacation), regia di James Frawley (1985)
- Un ragazzo come gli altri (Just One of the Guys), regia di Lisa Gottlieb (1985)
- Hamburger: The Motion Picture, regia di Mike Marvin (1986)
- I demoni della mente (Cameron's Closet), regia di Armand Mastroianni (1988)
- Una fortuna da morire (Lucky Stiff), regia di Anthony Perkins (1988)

### Televisione
- Phyllis - serie TV, episodio 1x02 (1975)
- The Secrets of Isis - serie TV, un episodio (1975)
- Medical Center - serie TV, episodio 7x16 (1976)
- Il ricco e il povero (Rich Man, Poor Man) - miniserie TV (1976)
- Le strade di San Francisco (The Streets of San Francisco) - serie TV, episodio 4x14 (1976)
- ABC Afterschool Specials - serie TV, un episodio (1976)
- Rich Man, Poor Man Book II - miniserie TV (1976)
- Dawn: Portrait of a Teenage Runaway, regia di Randal Kleiser (1976) - film TV
- Executive Suite - serie TV, 18 episodi (1976-1977)
- Alexander: The Other Side of Dawn, regia di John Erman – film TV (1977)
- Hawaii squadra cinque zero - serie TV, episodio 10x10 (1977)
- I misteri delle Bermude (The Bermuda Depths), regia di Tsugunobu Kotani (1978) - film TV
- Doctors' Private Lives, regia di Steven Stern (1978)
- The Paper Chase - serie TV, un episodio (1978)
- Buck Rogers (Buck Rogers in the 25th Century) - serie TV, episodio 1x13 (1979)
- Dallas - serie TV, 46 episodi (1980-1988)
- Cuore e batticuore (Hart to Hart) - serie TV, episodio 3x03 (1981)
- Love Boat (The Love Boat) - serie TV (1983-1985)
- Hotel - serie TV, episodi 1x04 - 2x27 - 3x12 (1983-1986)
- Professione pericolo (The Fall Guy) - serie TV, episodio 3x09 (1983)
- Mike Hammer investigatore privato (Mike Hammer) - serie TV, episodio 1x04 (1984)
- Fantasilandia (Fantasy Island) - serie TV, episodio 7x16 (1984)
- Velvet, regia di Richard Lang (1984) - film TV
- Fifty/Fifty (Partners in Crime) - serie TV, un episodio (1984)
- Detective per amore (Finder of Lost Loves) - serie TV, episodio 1x04 (1984)
- La signora in giallo (Murder, She Wrote) - serie TV, episodio 2x12 (1986)
- Blacke's Magic - serie TV, un episodio (1986)
- Crazy Like a Fox - serie TV, episodio 2x19 (1986)
- Due come noi (Jake and the Fatman) - serie TV, episodi 1x09 - 5x21 (1987-1992)
- Santa Barbara - serie TV, 248 episodi (1988-1990)
- Sonny Spoon - serie TV, un episodio (1988)
- The Bronx Zoo - serie TV (1988)
- Ai confini dell'aldilà (Shades of L.A.) - serie TV, episodio 1x08 (1990)
- Una famiglia come le altre (Life Goes On) - serie TV, episodio 4x04 (1992)
- Raven - serie TV, 2 episodi (1993)
- Trouble Shooters: Trapped Beneath the Earth (1993) - film TV
- General Hospital - serie TV (1993-1996)
- Accidental Meeting, regia di Michael Zinberg (1994) - film TV
- Delitto per delitto (Accidental Meeting), regia di Michael Zinberg (1994) - film TV
- Chicago Hope - serie TV, episodio 1x08 (1994)
- Terrore nell'ombra (Terror in the Shadows), regia di William A. Graham (1995) - film TV
- Star Trek: Voyager - serie TV, episodio 3x10 (1996)
- Febbre d'amore (The Young and the Restless) - soap opera, 16 episodi (1996-1997)
- Una famiglia del terzo tipo (3rd Rock from the Sun) - serie TV, episodio 3x03 (1997)
- Almost Perfect - serie TV, un episodio (1997)
- Babylon 5 - serie TV, episodi 5x09 - 5x11 (1998)
- Star Trek: Deep Space Nine - serie TV, episodio 7x13 (1999)
- JAG - Avvocati in divisa (JAG) - serie TV, episodio 4x13 (1999)
- Beverly Hills 90210 - serie TV, episodio 9x20 (1999)
- Brutally Normal - serie TV, un episodio (2000)
- Una vita da vivere (One Life to Live) - serie TV (2000)
- Gone, But Not Forgotten - miniserie TV (2005)
- Bones - serie TV, episodio 6x18 (2011)

## Doppiatori italiani
- Roberto Chevalier in Inferno
- Massimo Lodolo in Due come noi, Star Trek: Deep Space Nine